# Natalja Anatoljewna Snytina
Natalja Anatoljewna Snytina (russisch Наталья Анатольевна Снытина; * 13. Februar 1971 in Slatoust) ist eine russische Biathletin.
Snytina gewann bei den Olympischen Winterspielen 1994 in Lillehammer die Goldmedaille mit der 4 × 7,5-km-Staffel.